# 제니퍼 모리슨
제니퍼 모리슨(Jennifer Morrison, 1979년 4월 12일 ~ )은 미국의 배우이다.

## 출연 작품
- 미스터 & 미세스 스미스 - 제이드 역
- 쿵푸 프리즌
- 닥터 하우스
- 워리어: 콘론 부인 역
- 파이브: 쉴라 역
- 원스 어폰 어 타임 시즌 1~7
- 슈퍼플라이
- 트라우마 - 캘리 역
- 더 리포트
- 배트맨: 허쉬